# Кассел (Каліфорнія)
Кассел (англ. Cassel) — переписна місцевість (CDP) в США, в окрузі Шаста штату Каліфорнія. Населення — 207 осіб (2010).

## Географія
Кассел розташований за координатами 40°55′26″ пн. ш. 121°32′55″ зх. д. / 40.92389° пн. ш. 121.54861° зх. д. (40.923971, -121.548663).  За даними Бюро перепису населення США в 2010 році переписна місцевість мала площу 5,44 км², з яких 5,25 км² — суходіл та 0,19 км² — водойми.

## Демографія
Згідно з переписом 2010 року, у переписній місцевості мешкало 207 осіб у 93 домогосподарствах у складі 70 родин. Густота населення становила 38 осіб/км².  Було 140 помешкань (26/км²).
Расовий склад населення:
| - 93,7 % — білих - 1,4 % — корінних американців - 1,9 % — осіб інших рас |

До двох чи більше рас належало 2,9 %. Частка іспаномовних становила 2,9 % від усіх жителів.
За віковим діапазоном населення розподілялося таким чином: 15,5 % — особи молодші 18 років, 55,0 % — особи у віці 18—64 років, 29,5 % — особи у віці 65 років та старші. Медіана віку мешканця становила 57,7 року. На 100 осіб жіночої статі у переписній місцевості припадало 105,0 чоловіків;  на 100 жінок у віці від 18 років та старших — 94,4 чоловіків також старших 18 років.
За межею бідності перебувало 23,5 % осіб, у тому числі 100,0 % дітей у віці до 18 років та 0,0 % осіб у віці 65 років та старших.
Цивільне працевлаштоване населення становило 110 осіб. Основні галузі зайнятості: публічна адміністрація — 39,1 %, освіта, охорона здоров'я та соціальна допомога — 30,9 %, сільське господарство, лісництво, риболовля — 20,9 %.